# 鉾田市
鉾田市（ほこたし）は、茨城県南東部の鹿行地域にある市。

## 地理
東京まで90km圏内、県都水戸市まで30km圏内に位置している。東側は太平洋に面し、南北に長い遠浅の海岸線を有する。内陸部のほとんどは平坦地であり、平坦な地形と温和な気候を活かした農業が基幹産業となっている。本市は主に合併前の旧大洋村村域において、1970年代末から1990年代初頭にかけて農地付きの別荘・セカンドハウスの開発が行われた経緯があり、畑（果樹・野菜）の中に簡単なつくりの住宅が点在しているが、買主が買ったままで放棄している様子の住宅も見受けられる。
国道51号沿いの丘の下に海水浴場があり､一旦狭い道を海岸に向かって降りることになり海水浴客には多少不便。ただ高台からの景色は太平洋を一望するので雄大さがある。
- 湖沼：北浦、涸沼
- 海浜：鹿島灘

### 気候
気候は年間平均気温13.8度、年間降水量1468.5mmと温和な気候であるが、冬季の冷え込みは放射冷却によって氷点下7～8度前後にまで下がることも珍しくなく、1月の平均最低気温は-3.0度、平均気温は2.8度である。一方、関東地方に積雪をもたらす南岸低気圧通過時は暖気を巻き込むことがほとんどなので、雪は降っても積もることは極めてまれである。夏季は朝晩は気温が下がり8月の平均最低気温が21.8度と低く熱帯夜がほとんど無いなど過ごしやすい。
| 鉾田（1991年 - 2020年）の気候      | 鉾田（1991年 - 2020年）の気候 | 鉾田（1991年 - 2020年）の気候 | 鉾田（1991年 - 2020年）の気候 | 鉾田（1991年 - 2020年）の気候 | 鉾田（1991年 - 2020年）の気候 | 鉾田（1991年 - 2020年）の気候 | 鉾田（1991年 - 2020年）の気候 | 鉾田（1991年 - 2020年）の気候 | 鉾田（1991年 - 2020年）の気候 | 鉾田（1991年 - 2020年）の気候 | 鉾田（1991年 - 2020年）の気候 | 鉾田（1991年 - 2020年）の気候 | 鉾田（1991年 - 2020年）の気候 |
| 月                                 | 1月                           | 2月                           | 3月                           | 4月                           | 5月                           | 6月                           | 7月                           | 8月                           | 9月                           | 10月                          | 11月                          | 12月                          | 年                            |
| ---------------------------------- | ----------------------------- | ----------------------------- | ----------------------------- | ----------------------------- | ----------------------------- | ----------------------------- | ----------------------------- | ----------------------------- | ----------------------------- | ----------------------------- | ----------------------------- | ----------------------------- | ----------------------------- |
| 最高気温記録 °C （°F）             | 17.9 (64.2)                   | 24.2 (75.6)                   | 24.7 (76.5)                   | 29.4 (84.9)                   | 33.7 (92.7)                   | 37.5 (99.5)                   | 37.8 (100)                    | 37.8 (100)                    | 36.7 (98.1)                   | 32.5 (90.5)                   | 25.7 (78.3)                   | 24.1 (75.4)                   | 37.8 (100)                    |
| 平均最高気温 °C （°F）             | 9.2 (48.6)                    | 9.6 (49.3)                    | 12.7 (54.9)                   | 17.6 (63.7)                   | 21.8 (71.2)                   | 24.3 (75.7)                   | 28.5 (83.3)                   | 30.0 (86)                     | 26.3 (79.3)                   | 21.2 (70.2)                   | 16.4 (61.5)                   | 11.5 (52.7)                   | 19.1 (66.4)                   |
| 日平均気温 °C （°F）               | 2.8 (37)                      | 3.7 (38.7)                    | 7.1 (44.8)                    | 12.0 (53.6)                   | 16.6 (61.9)                   | 19.9 (67.8)                   | 23.8 (74.8)                   | 25.3 (77.5)                   | 21.9 (71.4)                   | 16.4 (61.5)                   | 10.6 (51.1)                   | 5.1 (41.2)                    | 13.8 (56.8)                   |
| 平均最低気温 °C （°F）             | −3.0 (26.6)                   | −2.2 (28)                     | 1.1 (34)                      | 6.2 (43.2)                    | 11.7 (53.1)                   | 16.2 (61.2)                   | 20.3 (68.5)                   | 21.8 (71.2)                   | 18.3 (64.9)                   | 11.9 (53.4)                   | 5.1 (41.2)                    | −0.5 (31.1)                   | 8.9 (48)                      |
| 最低気温記録 °C （°F）             | −10.6 (12.9)                  | −9.7 (14.5)                   | −7.2 (19)                     | −4.4 (24.1)                   | −0.5 (31.1)                   | 7.3 (45.1)                    | 11.9 (53.4)                   | 12.6 (54.7)                   | 5.2 (41.4)                    | −1.0 (30.2)                   | −5.3 (22.5)                   | −9.1 (15.6)                   | −10.6 (12.9)                  |
| 降水量 mm （inch）                 | 66.5 (2.618)                  | 62.9 (2.476)                  | 115.0 (4.528)                 | 122.5 (4.823)                 | 136.5 (5.374)                 | 141.9 (5.587)                 | 139.3 (5.484)                 | 101.8 (4.008)                 | 195.0 (7.677)                 | 230.7 (9.083)                 | 98.2 (3.866)                  | 58.3 (2.295)                  | 1,468.5 (57.815)              |
| 平均降水日数 （≥1.0 mm）           | 5.8                           | 6.1                           | 9.9                           | 10.8                          | 10.9                          | 11.8                          | 11.2                          | 7.9                           | 10.8                          | 11.0                          | 7.9                           | 5.9                           | 109.9                         |
| 平均月間日照時間                   | 181.4                         | 170.2                         | 181.3                         | 185.7                         | 184.9                         | 137.1                         | 154.4                         | 193.2                         | 145.2                         | 139.1                         | 146.6                         | 161.8                         | 1,980.8                       |
| 出典1：Japan Meteorological Agency |                               |                               |                               |                               |                               |                               |                               |                               |                               |                               |                               |                               |                               |
| 出典2：気象庁                      |                               |                               |                               |                               |                               |                               |                               |                               |                               |                               |                               |                               |                               |

### 隣接している自治体
- 鹿嶋市
- 行方市
- 小美玉市
- 東茨城郡茨城町
- 東茨城郡大洗町

## 歴史

### 年表
- 1953年（昭和28年）5月18日 - 国道123号（現在の国道51号）が制定。
- 1968年（昭和43年） - 鹿行大橋が開通。
- 1985年（昭和60年）3月14日 - 鹿島臨海鉄道大洗鹿島線が開業。
- 1993年（平成5年）4月1日 - 国道354号（館林市 - 大洋村）が制定。
- 2005年（平成17年）10月11日 -  鹿島郡旭村・鉾田町・大洋村が新設合併し、鉾田市が発足。これに伴い、鹿島郡が消滅。
- 2007年（平成19年）4月1日 - 鹿島鉄道線が廃止。
- 2011年（平成23年）
  - 3月11日 - M9.0の東北地方太平洋沖地震が発生。鉾田市で震度6強を観測。本震の約30分後に茨城県沖で発生した、M7.6の余震でも、鉾田市で震度6強を観測した。
- 4月11日 - 福島県浜通り地震が発生。鉾田市当間で震度6弱を記録。後に、この鉾田市当間の震度計は、地盤が軟弱な土地にあったことが判明。震度計の使用が中止された。
- 2018年（平成30年）2月3日 - 東関東自動車道 鉾田IC - 茨城空港北IC間開通。
- 2020年（令和2年） - 農林水産省発表の市町村別農業産出額（推計）の「野菜」区分において、2014年（平成26年）から2020年（令和2年）の7年連続で全国第一位となる[2]。

## 人口
| |                                        |  |
| 鉾田市と全国の年齢別人口分布（2005年） | 鉾田市の年齢・男女別人口分布（2005年） |  |
| ■紫色 ― 鉾田市 ■緑色 ― 日本全国 | ■青色 ― 男性 ■赤色 ― 女性              |  |
| 鉾田市（に相当する地域）の人口の推移 \| 1970年（昭和45年） \| 45,119人 \| \| \| 1975年（昭和50年） \| 46,377人 \| \| \| 1980年（昭和55年） \| 47,731人 \| \| \| 1985年（昭和60年） \| 49,056人 \| \| \| 1990年（平成2年） \| 50,123人 \| \| \| 1995年（平成7年） \| 50,857人 \| \| \| 2000年（平成12年） \| 50,915人 \| \| \| 2005年（平成17年） \| 51,054人 \| \| \| 2010年（平成22年） \| 50,156人 \| \| \| 2015年（平成27年） \| 48,147人 \| \| \| 2020年（令和2年） \| 45,953人 \| \| |                                        |  |
| 総務省統計局 国勢調査より |                                        |  |
| 1970年（昭和45年） | 45,119人                               |  |
| 1975年（昭和50年） | 46,377人                               |  |
| 1980年（昭和55年） | 47,731人                               |  |
| 1985年（昭和60年） | 49,056人                               |  |
| 1990年（平成2年） | 50,123人                               |  |
| 1995年（平成7年） | 50,857人                               |  |
| 2000年（平成12年） | 50,915人                               |  |
| 2005年（平成17年） | 51,054人                               |  |
| 2010年（平成22年） | 50,156人                               |  |
| 2015年（平成27年） | 48,147人                               |  |
| 2020年（令和2年） | 45,953人                               |  |

## 行政
歴代市長
| 代     | 氏名     | 就任年月日     | 退任年月日     | 備考       |
| ------ | -------- | -------------- | -------------- | ---------- |
| 初-3代 | 鬼沢保平 | 2005年11月13日 | 2017年11月12日 | 前鉾田町長 |
| 4代    | 岸田一夫 | 2017年11月13日 | 現職           |            |

## 議会

### 市議会
- 任期：2019年7月4日 - 2023年7月3日
- 定数：18人[3][4]

### 県議会
- 選挙区：鉾田市・茨城町・大洗町選挙区
- 定数：2人
- 任期：2023年1月8日 - 2027年1月7日
- 投票日：2022年12月11日
- 当日有権者数：77,964人
- 投票率：45.75％

| 候補者名   | 当落 | 年齢 | 所属党派   | 新旧別 | 得票数   |
| ---------- | ---- | ---- | ---------- | ------ | -------- |
| 田山東湖   | 当   | 78   | 自由民主党 | 元     | 14,110票 |
| 長谷川重幸 | 当   | 69   | 自由民主党 | 現     | 10,852票 |
| 井川倫士   | 落   | 43   | 無所属     | 新     | 10,299票 |

### 衆議院
- 選挙区：茨城2区（鹿嶋市・潮来市・神栖市・行方市・鉾田市・小美玉市・茨城町・大洗町）
- 任期：2024年11月1日 - 2028年10月31日

時の内閣：第1次石破内閣 解散日：2024年10月9日 公示日：2024年10月15日
当日有権者数：29万7830人 最終投票率：47.74%（前回比：2.06%） （全国投票率：53.85%（2.08%））
| 当落 | 候補者名   | 年齢 | 所属党派     | 新旧 | 得票数   | 得票率 | 惜敗率 | 推薦・支持 | 重複 |
| ---- | ---------- | ---- | ------------ | ---- | -------- | ------ | ------ | ---------- | ---- |
| 当   | 額賀福志郎 | 80   | 自由民主党   | 前   | 80,875票 | 59.05% | ――     | 公明党推薦 |      |
|      | 今村敏昭   | 67   | 日本維新の会 | 新   | 24,577票 | 17.94% | 30.39% |            | ○    |
|      | 川井宏子   | 59   | 日本共産党   | 新   | 17,613票 | 12.86% | 21.78% |            |      |
|      | 大高伸一   | 57   | 無所属       | 新   | 13,902票 | 10.15% | 17.19% |            | ×    |

## 経済

### 産業
農業

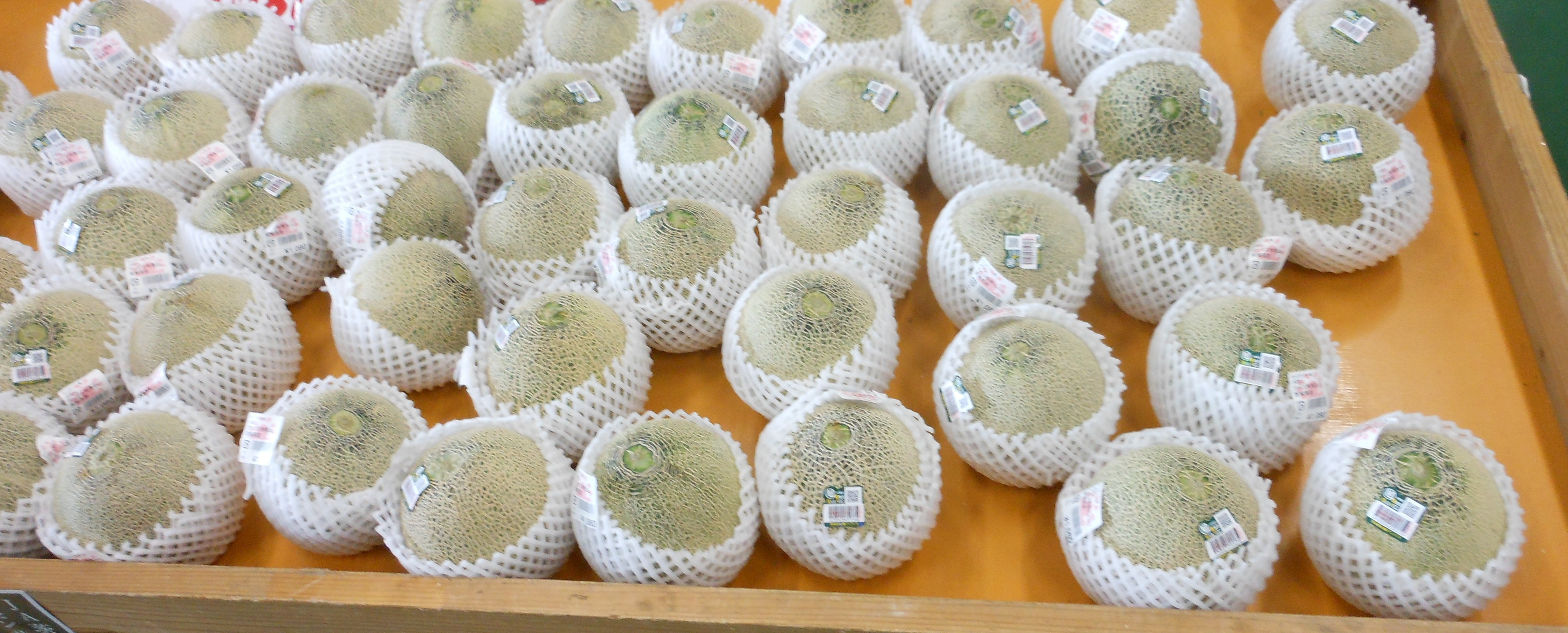
鉾田のアンデスメロン

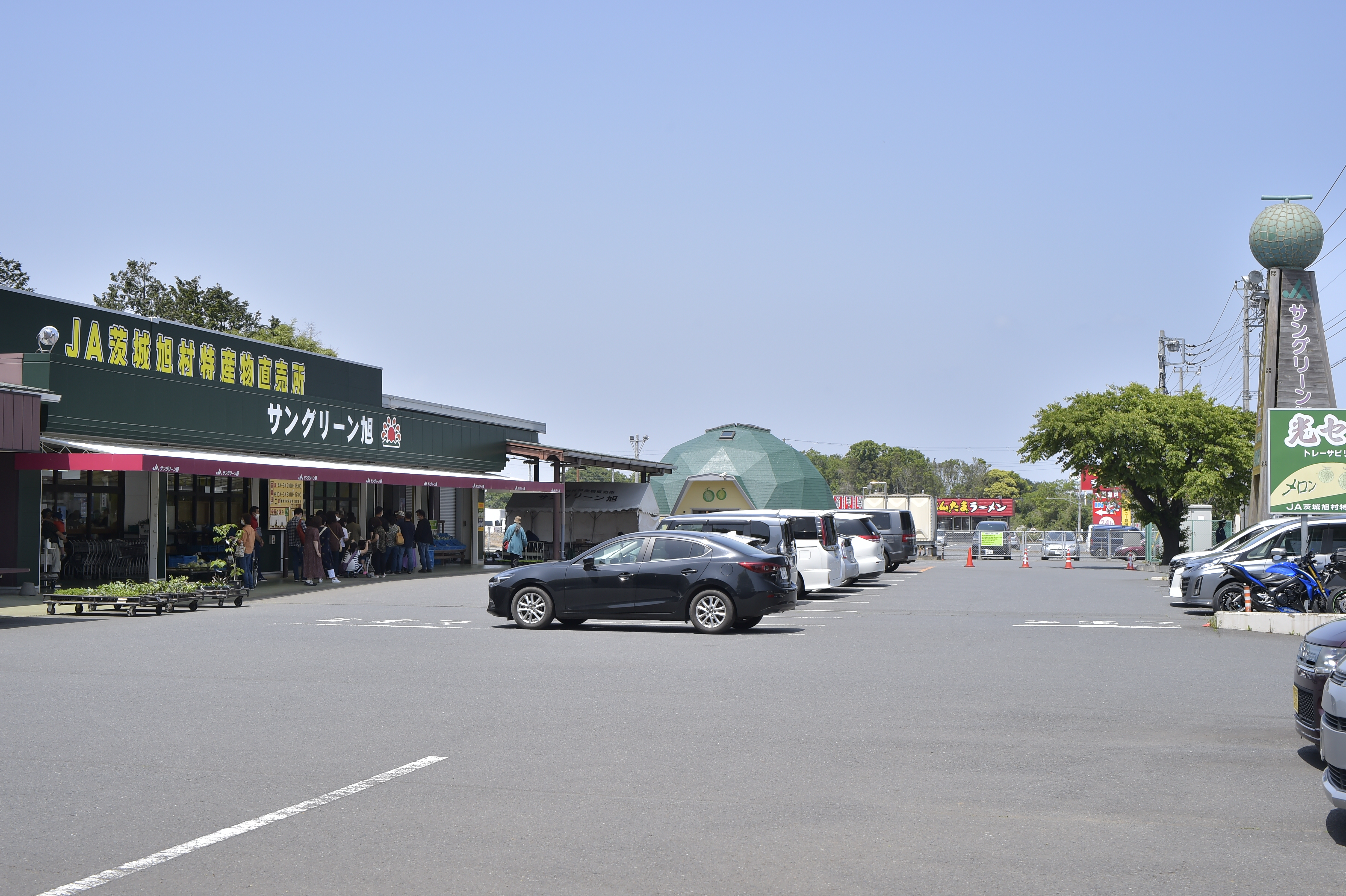
JA茨城旭村特産物直売所 サングリーン旭。特産品のメロンをはじめ、新鮮な野菜・果物など鉾田市の農産品が販売されている。

- 農業産出額は720.3億円（2015年=平成27年）で、愛知県田原市に次ぐ全国第2位である[5]。部門別では野菜類（395.7億円）とイモ類（119億円）で全国第1位である[6]。 メロンの生産量・出荷量が日本一[7]で、合併前の旧鉾田町と旧旭村が日本で1位と2位だった。JA茨城旭村特産物直売所 サングリーン旭では、2011年から糖度18%を誇るプレミアムランクのメロンが販売されている。プレミアムランクの出荷数割合は、ＪＡ茨城旭村から出荷される全てのメロンの1%にも満たない水準であるという。日本のトップブランドのメロンの糖度が最高ランクでも13～14%程度[8][9]であるのと比較しても、圧倒的に高い糖度である。品質保証も厳重に行われており、糖度測定方法は光センサーによる科学的な測定方法が採用され、ブランドシール記載のQRコードではメロンの糖度や生産者に関わる情報も確認できるようになっている[7][10]。
- メロン以外の産出額1位のものとしては、水菜や牛蒡、さつまいもがあげられ、いちご、すいか、トマト、ほうれんそう、やまいもなど多彩な野菜の生産も盛んである。
  - 畜産では、ローズポークの養豚農家が存在する[11]。

工場
- オハヨー乳業-関東工場
- 品川リフラクトリーズ-東日本工場鹿島製造部

### 商業
主なチェーン店は次の通りである。

| スーパーマーケット - カスミ - セイミヤ - タイヨー - フーズマーケットさえき ドラッグストア - マツモトキヨシ - ウエルシア薬局 - クリエイトSD - ヤックスドラッグ - トライウェル コンビニエンスストア - セブンイレブン - ローソン - ファミリーマート - ミニストップ - セイコーマート | 飲食店 - ココス - マクドナルド - すき家 - はま寿司 - ゆにろーず - ばんどう太郎 ホームセンター - コメリ - 山新 衣料品 - しまむら - パシオス 家電量販店 - ケーズデンキ その他 - メガネストアー - ダイソー - ワンダーグー |

### 金融業
市内に支店を有する金融機関は次の通りである。
- 常陽銀行
- 筑波銀行
- 水戸信用金庫
- 茨城県信用組合
- JAバンク（ほこた農業協同組合・茨城旭村農業協同組合）

## 教育

### 小学校
- 鉾田市立旭東小学校
- 鉾田市立旭西小学校
- 鉾田市立旭南小学校
- 鉾田市立旭北小学校
- 鉾田市立大洋小学校
- 鉾田市立鉾田北小学校
- 鉾田市立鉾田南小学校

### 中学校
- 茨城県立鉾田第一高等学校附属中学校
- 鉾田市立旭中学校
- 鉾田市立大洋中学校
- 鉾田市立鉾田北中学校
- 鉾田市立鉾田南中学校

### 高等学校
- 茨城県立鉾田第一高等学校
- 茨城県立鉾田第二高等学校

## 交通

### 鉄道
水戸市・鹿嶋市方面へ鹿島臨海鉄道大洗鹿島線が南北に延びる。また、石岡駅 - 鉾田駅間を鉄道で結ぶ鹿島鉄道線が存在したが、利用客や貨物収入の減少に伴い、2007年4月をもって廃止された。
鹿島臨海鉄道
- 大洗鹿島線
  - 涸沼駅 - 鹿島旭駅 - 徳宿駅 - 新鉾田駅 - 北浦湖畔駅 - 大洋駅

#### かつて存在した鉄道路線
鹿島鉄道
- 鹿島鉄道線（2007年廃止）
  - 借宿前駅 - 巴川駅 - 坂戸駅 - 鉾田駅

### バス
「新鉾田駅」バス停が主要発着地となり、成田空港・JR東京駅発着の高速バス、JR石岡駅・鉾田駅・茨城空港を結ぶ一般路線バスが乗り入れる。ただし、新鉾田駅は旧来の鉾田市街地の東のはずれに位置しており、より旧市街地側に近い旧鹿島鉄道鉾田駅跡地にバスターミナル（停留所名は現在も「鉾田駅」）があり、近隣の小美玉市、茨城町、水戸市、石岡市、行方市を結ぶ路線バスが発着し、これらの路線は新鉾田駅まで運行されない時間帯も多い。

#### 高速・急行バス
- 東京駅 ⇔ 佐原駅・水郷佐原あやめパーク・潮来駅・麻生・新鉾田駅経由鉾田駅
  - あそう号（関東鉄道）
- 成田空港 ⇔ 水郷潮来バスターミナル・新鉾田駅・水戸駅・勝田駅・日立駅
  - ローズライナー[12]（千葉交通・茨城交通）

#### 路線バス
市内発着の路線バス運行会社については、全て関東鉄道（旧関鉄グリーンバス）が担当となっている。
- 石岡駅 ⇔ 玉里駅・小川駅・玉造駅経由鉾田駅
  - かしてつバス
- 水戸駅 ⇔ 大工町・偕楽園入口・県庁前・茨城町役場・海老沢経由鉾田駅
  - 海老沢線
- 水戸駅 ⇔ 大工町・偕楽園入口・県庁前・奥ノ谷・桜本三差路・大和田経由鉾田駅
  - 大和田線

### 道路
高速道路
- E51東関東自動車道
  - （行方市方面） - (16)鉾田IC - （茨城町・北関東道方面）

一般国道
- 国道51号（飯沼街道）
  - 北方面 - 大洗・水戸・笠間
  - 南方面 - 鹿嶋・潮来・香取・成田・千葉
- 国道124号（鹿嶋市まで国道51号と重複）（飯沼街道）
  - 東方面 - 神栖・銚子
- 国道354号
  - 西方面 - 行方・かすみがうら・土浦・つくば

主要地方道
- 茨城県道2号水戸鉾田佐原線
- 茨城県道8号小川鉾田線
- 茨城県道16号大洗友部線
- 茨城県道18号茨城鹿島線
- 茨城県道50号水戸神栖線

一般県道
- 茨城県道110号鉾田茨城線
- 茨城県道114号下太田鉾田線
- 茨城県道115号子生茨城線
- 茨城県道116号鹿田玉造線
- 茨城県道144号紅葉石岡線
- 茨城県道182号大竹鉾田線
- 茨城県道184号島並鉾田線
- 茨城県道242号鉾田鹿嶋線
- 茨城県道360号大和田羽生線

## スポーツ
- 2006年（平成18年）から鹿島アントラーズのホームタウンになった。

## 名所・旧跡・観光スポット・祭事・催事
- 大竹海岸
- 鹿島灘海浜公園
- 北浦
- ほこたさくら祭り
- 鉾田花火大会

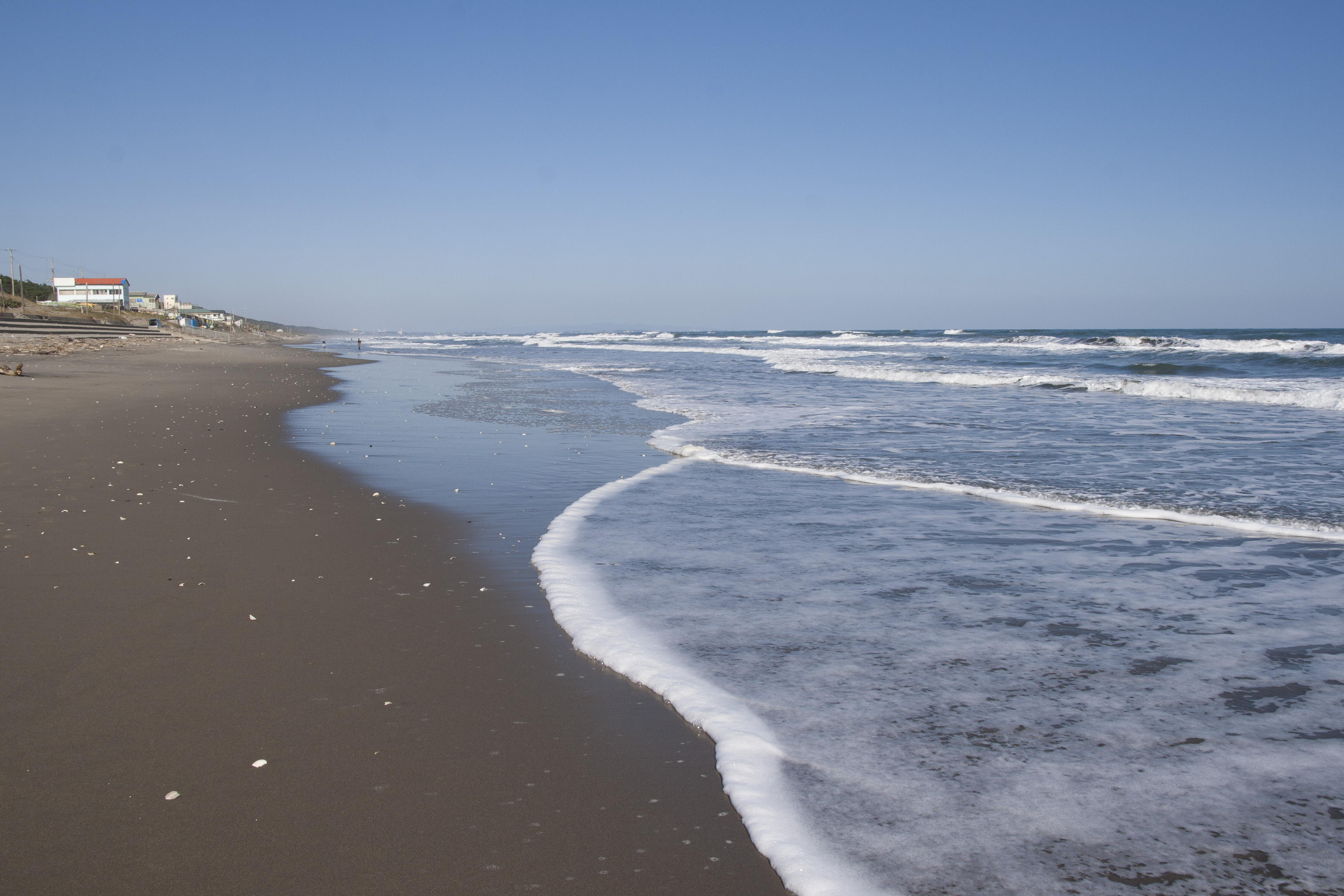
大竹海岸

  - 2年に1回旧盆に、鉾田川の河口付近で4,000発が打ち上げられる。
- 鉾神社祭礼
  - 毎年8月最終金、土、日に市街地を旧鉾田町の各地区毎の神輿1基と山車8台が練り歩くお祭りである。
- ライフセービング大会
- 「ジャパンプロサーフィンツアー　ロングボード茨城鉾田プロ」
  - 日本プロサーフィン連盟（JPSA）主催のロングボード大会である。

## 著名な出身者
※は、2008年12月に市から「鉾田大使」に任命された人物。下記ほか3名。
- ※浅野哲也（元サッカー選手、日本代表・元名古屋グランパス他、元アビスパ福岡監督）：旧鉾田町
- ※磯山さやか（タレント・グラビアアイドル）：旧鉾田町（出生地は水戸市）
  - 茨城県から「いばらき大使」にも任命されている。
- 小沼巧（参議院議員）
- ※梶間健一（元プロ野球選手、ヤクルトスワローズ）
- ※門井肇（映画監督）:旧大洋村
- ※栗山富夫（映画監督、代表作は「釣りバカ日誌」）
- 関清和（元プロ野球選手、ロッテ・オリオンズ）：旧鉾田町
- ※高柳秀樹（元プロ野球選手、南海ホークス）
- ※東野峻（元プロ野球選手、横浜DeNAベイスターズ）：旧鉾田町
- ※長峰昌司（元プロ野球選手、中日ドラゴンズ）：旧鉾田町
- 坂寄晴一（元プロ野球選手、オリックス・バファローズ、兵庫県警察警察官）
- 内山まもる（漫画家）
- ノブ（ものまねタレント、ノブ&フッキーのメンバー）
- 淺野勝盛（ミュージシャン、俳優）：旧鉾田町
- カミナリ（竹内まなぶ、石田たくみ　お笑いコンビ）：旧旭村
- 山口やちゑ（元茨城県副知事、茨城県立歴史館長）
- 菊池遼（ミュージシャン、the quiet roomボーカル)